# Cherokee megye (Alabama)
Cherokee megye az Amerikai Egyesült Államokban, azon belül Alabama államban található.
A Cherokee megyében, amelyet egykor Észak-Alabama ezen részének nagy részét irányító Cherokee indiánokról neveztek el, a Weiss-tó és a Little River Canyonnak ad otthont, amelyek Alabama két legnépszerűbb szabadtéri kiránduló helyei. A polgárháború alatt Cherokee megye a vasgyártás központja volt. A megyét választott öttagú bizottság irányítja.
Megyeszékhelye és legnagyobb városa Centre. Lakosainak száma 24 971 fő (2020. április 1.). Cherokee megye DeKalb, Chattooga, Floyd, Polk, Etowah, Calhoun és Cleburne megyékkel határos.

## Története
Cherokee megyét 1836. január 9-én alapították, és a Cherokee indiánokról nevezték el, akik a tizenkilencedik század elejéig laktak a területen. A híres Cherokee főnök, Pathkiller, aki a Cherokeekat vezette az 1813-1414-es Creek-háborúban, Turkeytownban élt, a mai Centre város közelében. A Cherokeek 1835-ben átengedték a ma Cherokee megyéhez tartozó földterületet az új-echotai szerződésben a szövetségi kormánynak. 1836-ban a területre érkező telepesek megalapították Cedar Bluff városát, amely a megyeszékhely lett, de 1844-ben a megyeszékhelynek egy központibb várost kerestek Centre városára esett a választás. A polgárháború alatt Cherokee megye 15 századot és két lovas egységet állított ki a Konföderációs Hadsereg számára. A tizenkilencedik alabamai lovasság szinte teljes egészében Cherokee megyei önkéntesekből állt, akik Joe Wheeler tábornok parancsnoksága alatt harcoltak. A terület a háború alatt a Konföderáció fő vasszállítójává vált. A Round Mountain-i Stroup Furnace-t és a Bluffton melletti Rock Run Furnace-t az Uniós hadsereg megsemmisítette, de a háború után újra építették őket. 1862-ben a Cedar Bluff városa közelében a közeli Coosa folyó mészkövéből megépítették a Cornwall Furnace-t  a 10 méter magas kemence volt az első ilyen létesítmény, amely vasat szállított a polgárháború alatt a konföderációs ágyúk öntéséhez. William Tecumseh Sherman Uniós tábornok 1864-ben kétszer is elrendelte a kemence lerombolását, de az még mindig az eredeti helyén áll. Ironikus módon a tábornok a háború vége után megalapította a Tecumseh Furnace-t ugyanezen a területen. 1937-ben a Tennessee Valley Authority megalapította a Cherokee Electric Authority-t Centreben, hogy a környező régiót árammal lássák el. 1961-ben az Alabama Power gátat épített a Coosa folyón, és létrehozta a Weiss-tavat, egy vízerőmű is található itt ami biztosítja a környék áramellátását

## Népesség
A 2020-as népszámlálási becslések szerint Cherokee megye lakossága 24 971 fő volt. A következő eloszlás szerint
| Rassz            | lélekszám | százalék | rangsor az állam 67 megyéje közül |
| ---------------- | --------- | -------- | --------------------------------- |
| Teljes           | 24971 fő  | 0,49     | 41                                |
| Fehér            | 22563 fő  | 90,4     | 3                                 |
| Afroamerikai     | 987 fő    | 4,0      | 58                                |
| Több rasszú      | 810 fő    | 3,2      | 39                                |
| Spanyol          | 400 fő    | 1,6      | 53                                |
| Őslakos és egyéb | 156 fő    | 0,6      | 26                                |
| Ázsiai           | 55 fő     | 0,2      | 54                                |

A megyeszékhelynek számító Centre nek 3581 lakosa volt.
 A megye további jelentős telepűlései  közé tartozik Cedar Bluff, Leesburg, Sand Rock és Gaylesville. 
A háztartások medián jövedelme 36 887 dollár volt, szemben az állam egészére vonatkozó 52 035 dollárral, az egy főre jutó jövedelem pedig 27 362 dollár volt, szemben az állam egészének 28 934 dollárjával.
A megye népességének változása:
| Lakosok száma | 25 968 | 26 088 | 26 056 | 26 203 | 25 859 | 24 971 |
|               | 2010   | 2011   | 2012   | 2013   | 2015   | 2020   |

## Gazdaság
Cherokee megye gazdasága tizenkilencedik században és a huszadik század elején főleg a mezőgazdaságra épült gyapotot, kukoricát és búzát termesztettek, és állattenyésztéssel is foglalkoztak. A megye gazdag vasércben így a polgárháború alatt jelentős beszállító lett a hadsereg számára. A háborút követően a gazdaság nagyrészt a mezőgazdaságra, a kisüzemi vasérctermelésre és a faanyaggyártásra fektette a hangsúlyt.

## Foglalkoztatás
A 2020-as népszámlálási becslések szerint Cherokee megyében a munkaerő a következő ipari kategóriák között oszlik meg: 
- Oktatási szolgáltatások, valamint egészségügyi és szociális segítségnyújtás (21,6 százalék)
- közigazgatás (17,5 százalék)
- feldolgozóipar (16,7 százalék)
- művészet, szórakoztatás és szabadidő, valamint szállás- és vendéglátás (14,6 százalék)
- Kiskereskedelem (11,2 százalék)
- Építőipar (5,4 százalék)
- Pénzügy és biztosítás, valamint ingatlan ingatlan, bérbeadás, lízing (3,5 százalék)
- Szállítás és raktározás, közüzemi szolgáltatások (3,1 százalék)
- Egyéb szolgáltatások, kivéve a közigazgatás (3,0 százalék)
- Szakmai, tudományos, gazdálkodási, adminisztratív és hulladékgazdálkodási szolgáltatás (2,3 százalék)
- Mezőgazdaság, erdőgazdálkodás, halászat és vadászat és kitermelő (1,0 százalék)

## Oktatás
Cherokee megyében 8 iskola található. A Gadsden State Community Collegenak Centre városában van Cherokee megyei kampusza.

## Földrajz
Az 1554 négyzetkilométer területű Cherokee megye az állam északkeleti részén fekszik. A megye nagy része a Valley and Ridgeen belül található, de az északkeleti és északnyugati sarkai a Cumberland-fennsik részei. A Coosa folyó a megye délnyugati sarkán halad keresztül, mellékfolyói, a Little River és a Terrapin Creek a megye területén folynak. Az 1960-as években a Coosa folyón gátat építettek, hogy létrehozzák a Weiss tavat, egy 30 000 hektáros víztározót, amely a megye közepén található. A megye fő közlekedési útvonala a US 411-es autópálya, amely a Weiss-tótól kelet-nyugati irányban halad. További fontos útvonalak közé tartozik a 9-es, 68-as és 35-ös állami út. A Centre-Piedmont-Cherokee megyei regionális repülőtér egy nem menetrendszerű járatokat fogadó repülőtér.

## Események és érdekes helyek
A több mint 450 mérföldes partszakasszal rendelkező Weiss-tó helyi, és állami és nemzeti horgászversenyeknek ad otthont. A Little River Canyon, az ország egyik legkiterjedtebb kanyon- és szurdokrendszere. 1992-ben a Kongresszus nemzeti rezervátummá nyilvánította a Little River Canyon-t, így Délkelet egyik legtisztább vizű folyójává tette. A megye déli részén a Talladega Nemzeti Erdő egy kis része túrázási és kempingezési lehetőséget kínál. A Cherokee Rock Village (más néven Sand Rock) homokkő sziklakitörésekből, sziklákból és szakadékokból álló labirintus a Lookout Mountain déli végén. A megyei lakosok minden októberben megünneplik a sand rock napját, amelyen játékok, ételek és élőzene szerepel. 
Centre városában számos történelmi épület található többek között a Daniel-ház (1830 körül) és a Jordan-ház (1846). A szintén központban található Cherokee Megyei Történeti Múzeum a megye indiánjaival, telepeseivel és későbbi történelmével kapcsolatos tárgyakat és kiállításokat tartalmaz. A központban található Jon Pratt Memorial Parkban Jon Pratt újságíró és feltaláló előtt tiszteleg, akit "az írógép nagyapjaként" ismernek. A Zászlók sugárútja Centre és Leesburg városait összekötő út, amelyet 306 zászló szegélyez a helyi veteránok tiszteletére.